# Nacsport
El software de videoanálisis Nacsport ha sido diseñado para analizar deportes a través de vídeos. Disponible para sistema operativo Windows y MacOS desarrollado por la empresa española Nacsport. 
Nacsport permite analizar eventos en directo y a posteriori, y puede usarse en distintos deportes como fútbol, hockey sobre hierba, baloncesto, o rugby.
Su gama de productos se compone de cinco versiones: Basic, Basic+, Scout, Pro y Elite. Aunque todos comparten herramientas comunes, Pro y Elite ofrecen características avanzadas para analistas profesionales.
Nacsport Hub es una plataforma de videoanálisis y comunicación online publicada por Nacsport en 2023. Se integra en la gama de productos de Nacsport y puede usarse, además, para análisis en vivo.

## Historia
Nacsport nació con el objetivo de analizar rendimiento hockey sobre hierba pero pronto se expandió a otras disciplinas deportivas. 
Nacsport inició la comercialización oficial de su software en 2001.

## Herramientas
Nacsport permite analizar un partido a través de diversos indicadores de rendimiento seleccionados por un observador. Estos indicadores se representan a través de botones interactivos. Durante un partido o un evento deportivo, el observador hace clic en esos indicadores. Cada clic genera un pequeño fragmento de video con la acción que se quiere “guardar”. Este fragmento se incorpora a una base de datos que el usuario podrá volver a ver para analizar el rendimiento individual o colectivo de su equipo.

## Clientes más conocidos
- Liverpool Football Club[5]
- Leeds United Football Club[6]
- Club Atlético de Madrid[7]
- Selección de rugby league de Inglaterra[8]
- Selección de baloncesto de Canadá[9]
- Coventry RFC[10]
- Real Federación Española de Hockey[11]
- Bradford Bulls[12]
- ASM Clermont Auvergne
- Saski Baskonia
- Federación Española de Baloncesto
- Confederación Argentina de Básquetbol
- ALBA Berlin
- Istanbulspor AŞ
- Football Club Dallas
- Oulu
- Villarreal Club de Fútbol
- Asociación Escocesa de Fútbol
- Asociación de Fútbol de Gales
- Sevilla Fútbol Club